# Prometej (mitologija)
Prometej (grč. Προμηθεύς, Prometheús) u grčkoj mitologiji sin je Titana Japeta i Okeanide Klimene, Atlantov, Epimetejev i Menetijev brat; bog koji je ljudima dao vatru.

## Etimologija
Prometejevo ime izvedeno je od grčke riječi prometheia te znači "predviđanje", "predumišljaj". Može se usporediti s etimologijom imena njegova brata Epimeteja čije ime znači "primisao".
Po Prometeju je nazvan mjesec planeta Saturna, asteroid 1809 Prometej i vulkan na mjesecu Io.

## Mitologija

### Atena
Prometej je također bio povezan s mitom o Ateninu rođenju. Naime, Zeusa je boljela glava i ništa nije mogao učiniti da prestane. Prometej je rekao da zna kako će ga izliječiti. Uzeo je velik kamen i udarao Zeusovu glavu njime. Iz njegove je glave iskočila božica Atena, a glavobolja je nestala. U drugoj inačici mita, Zeusovu glavu rascijepio je Hefest.

### Stvaranje
Prometej i njegov brat Epimetej zalutali su u grčku pokrajinu Bitiju gdje su pravili glinene figure. Atena je uzela figure i udahnula im život. Tako su Prometejeve figure postale ljudi, a Epimetejeve životinje.
Zeus je zahtijevao da mu ljudi prinesu žrtvu da bi pokazali da su poslušni. Prometej je žrtvovao velika vola i podijelio ga na dvije polovice. U prvu je stavio meso i većinu masnoća te sve prekrio volovim trbuhom, a u drugu kosti koje je prikrio masti. Prometej je pozvao Zeusa da izabere. Zeus je uvidio prijevaru te je izabrao hrpu kosti da bi imao razlog da se osveti ljudima. Druga pak inačica mita govori da Zeus doista nije prozreo prijevaru. Otud i tradicija žrtvovanja kostiju, a ljudi bi sebi ostavili meso. Zeus je potom ljut zabranio bratu da civilizira ljude. Atena je međutim odlučila prijeći Zeusa te je poučila Prometeja tako da on isto može učiniti ljudima. Bijesni je Zeus zabranio ljudima vatru. 
Epimetej je dao svim životinjama dobre osobine. No, kad je na red došao čovjek, više nije bilo nijedne dobre osobine. Prometej je osjećao da je čovjek superiorniji nad životinjama i da treba imati neki dar koji nije imala nijedna životinja. Prometej je gledao svoja stvorenja kako se smrzavaju i odlučio im je dati vatru, "dobrog slugu i lošeg gospodara". Potajno je uzeo vatru od bogova i donio je ljudima u svome štapu. Ono što je dano od bogova Zeus nije mogao vratiti, stoga je čovječanstvu ostala vatra, ali Zeus je bio bijesan te je odlučio kazniti i Prometeja i njegovu kreaciju - čovječanstvo.

### Okovani Prometej
Zeus je zapovjedio Hefestu (u drugoj inačici mita bio je to Hermes) da ga okuje o u neprobojne okove na brdu Kavkazu i poslao orla Etona (potomak Tifona i Ehidne) na nj da mu svaki dan kljuca jetru (orao je bio Zeusova sveta životinja). Prometej je bio besmrtan te je jetra svakoga dana iznova bila obnovljena, ali i dalje je patio, sve dok ga nije oslobodio Heraklo dok je izvršavao svoje zadatke. Također je znao koja će Zeusova žena nositi dijete koje će ga svrgnuti, kao što je i on svrgnuo svoga oca Krona. Moguće je da ga je Zeus htio natjerati da kaže, a Prometej je odbio, stoga ga je Zeus okovao. Kazna je trebala trajati 30 000 godina.
U Eshilovu Okovanom Prometeju Iji Prometej govori da će ga njezin potomak iz dvanaestog naraštaja spasiti. To se i dogodilo - Heraklo je prolazio onuda tražeći zlatne jabuke Hesperida - jedan od njegovih dvanaest zadataka. Došao je do Prometeja i oslobodio ga. Zeusu je kao zamjenu dogovorio besmrtnost Kentaura Hirona. Ubio je orla strijelom. Zeus nije bio bijesan zbog toga što je Prometej izbjegao kaznu, jer Heraklo je bio njegov sin. Prometej je potom pozvan natrag na Olimp, ali i dalje je morao sa sobom nositi stijenu na koju je bio prikovan.

### Pandora
Da bi kaznio ljude, Zeus je naredio ostalim bogovima da načine ženu - Pandoru - kao dar ljudima. Olimpski bogovi obdarili su je raznim darovima i osobinama, a posebno je važna bila - znatiželja.
Prometej je svome bratu Epimeteju rekao da ne prima nikakve darove od bogova. Epimetej ga nije poslušao te, kad su bogovi poslali Pandoru na zemlju, zaljubio se u nju. Hermes mu je rekao da je ona Zeusov dar i upozorio ga je da ne dira Pandorinu posudu koja je bila njezin miraz. Epimetej je rekao Pandori da ne otvara tu posudu.
No, Pandorina je znatiželja prevladala te ju je otvorila. Sva su zla izašla na dotada bezbrižno čovječanstvo koje je živjelo u blagostanju - kuga, tuga, siromaštvo, zločin, očaj, pohlepa, starost, bolest, ludost, prkos, glad, prijevara itd. Odmah ju je brzo zatvorila, a unutra je ostala samo - nada. Svijet je bio vrlo hladan i turoban, a onda je Pandora opet otvorila kutiju te je nada izletjela van. Tako je čovječanstvo i u zlim vremenima dobilo i imalo nadu.
Druga inačica mita govori da je nada bila zapravo najgore od svih zala jer je bila jednaka strašnome predznanju. Pandora je tako, zatvorivši kutiju prije nego što je nada izašla van, spasila svijet od najgore štete. Naime, riječ nada (grč. Ελπις) bolje mogla prevesti kao "predviđanje nesreće".

## Prometej u umjetnosti
- Prometej pravi čovjeka od ilovače (Ovidije: Metamorfoze 1, 78. – 88.).

Po Ovidiju, Prometej je od gline načinio čovjeka na sliku i priliku bogova. Prikazuju ga pred kipom u prirodnoj veličini, koji, možda, stoji na postolju. Atena, koja mu je pomogla da ukrade vatru iz Sunčevih kola, može stajati uza nj pokazujući gore. Ili, donijevši plijen, upaljenom zubljom dodiruje kip da bi ga oživio. To spajanje dvaju nepovezanih mitova, stvaranja čovjeka i krađa vatre, omogućilo je da se sve protumači kao kršćanska alegorija o čovjeku kojega je prožela duhovna milost.
- Okovani Prometej; mučenje Prometeja

Da kazni Prometeja za buntovno ponašanje, Zeus naredi bogu-kovaču Hefestu da ga okuje za klisuru na Kavkazu; po drugima je to učinio Hermes. Ondje je on mnogo vjekova trpio muke jer ga je svaki dan pohodio orao koji mu je kljuvao jetru. U tom grozovitom prizoru, omiljenom među umjetnicima još od antike, Prometej je gol razapet na litici, prikovan za zapešća i gležnje, i uvija se od bola dok mu golem orao čupa jetru. Zublja, podsjetnik na razlog njegova ispaštanja, leži na tlu. Hefest ili Hermes mogu ondje učvršćivati okove. Tema podsjeća na Titijino kažnjavanje, koji je podnosio sličnu kob: njegovu je jetru kljucao jastreb umjesto orla. Prometeja na posljetku izbavi Heraklo, koji se prikazuje kako odrješava lance. U jednoj ruci drži luk; orao leži na zemlji proboden strijelom.

## Moguća shvaćanja mita
Svako je doba pridavalo svoje simboličko značenje liku Prometejevu, prilagođavajući pripovijedanje mita svojoj svrsi. Od Eshilova se doba u vatri nije gledalo samo prirodno počelo nego i iskra božanske mudrosti po kojoj se čovjek razlikovao od nižih vrsta stvorenja, vrelo spoznanja o umjetnostima i znanostima; zato je Prometejeva zadaća bila da spasi čovjeka od njegova izvornoga neznanja. Kršćanski su pisci u tome poganskome tvorcu i njegovu posredničkom činu vidjeli prefiguraciju pripovijesti o Kristu; u njegovoj kazni, okivanju za hridinu, nagovještaj raspeća. Romantički pokret u 19. stoljeću načinio je od Prometeja simbol slobode, suborca ljudskoga roda protiv ugnjetavanja; a za mnoge je, u različita doba, bio umjetnik koji s neba prima oganj stvaralačkoga nadahnuća.
Jetra je u antičko doba imala mističnu svrhu gledanja u budućnost, kao zrcalo budućnosti. Njih su očito fascinirala svojstva jetre koja, kad se izvadi iz tek zaklane životinje, ima sposobnost jasnog odražavanja jer je tamna i glatka poput zrcala. Također u mitu stoji da je Prometej donio vatru u stabljici koja je u antici služila za izdubljivanje i pravljenje teleskopa.
Prometej je, navodno, imao sposobnost proricanja budućnosti, a na to upućuje i etimologija njegova imena. Kao drugo, njegova je jetra bila njegovo najznačajnije obilježje. Nema dvojbe da su se Prometejeva jetra povezivala s proricanjem, pretkazivanjem i božanskim zrakama. Time je Prometeju pridodana još jedna optička pojava. Prema predaji, Prometej je bio prikovan za stijenu, što je bila kazna jer je donio božansku vatru ljudima. Svakoga je dana ptica slijetala na njega i izjedala dio njegove jetre, koja bi se preko noći obnovila. Poslije mnogih stoljeća naišao je Heraklo, koji je razbio Prometejeve okove i konačno ga oslobodio patnje. Sve se to zbivalo negdje na Kavkazu, gdje mit o Prometeju i danas živi.
Mit govori da je Prometejeva jetra bila izložena suncu na vrhu planine. To je zrcalo (jetra) reflektiralo svjetlost samo tijekom dana, jer noću refleksija nije moguća. Prometej je donio nebesku vatru na zemlju pomoću leća ili zrcala, smještenih u dugačkoj stabljici davno izumrle biljke, koja je služila kao teleskopska cijev. Postavlja se pitanje zašto je Prometej bio prikovan za stijenu na vrhu planine, a odgovor je povezan s geodetskim mjerenjima za koja je potreban teleskop. U arhajskom i pretpovijesnom razdoblju (tj. davno prije klasičnog doba), najvažnija grčka proročišta, kao što su Dodona, Delfi i Del, bila su smještena na točkama zemljopisne širine te je jedno od drugog bilo udaljeno točno za jedan stupanj zemljopisne širine. Budući da je do 7. st. pr. Kr. Del izgubio značenje proročkog središta, svaka predaja koja ga u tom smislu spominje očito potječe iz mnogo starijeg razdoblja. Doista, iskopavanja minojskih ruševina pokazala su da su Delfi bili značajno proročko središte barem do 12. st. pr. Kr.
Dovoljno je reći da je geodetska shema Dodona/Delfi/Del postavljena još u prapovijesno doba, prije nego što su Grčku počeli naseljavati stanovnici koje bismo danas mogli prepoznati kao Grke. U pretklasično doba mnogo se pažnje poklanjalo geodetskim mjerenjima na temelju kojih su se uspostavljale svete točke na zemlji. Mit o Prometeju na neki je način povezan s time.
Filostratovo djelo Život Apolonija iz Jijane (2. stoljeće) uglavnom sadrži izvještaje o neobičnim mjestima koja su posjetili Apolonije i njegov prijatelj Damis. U 3. poglavlju II. knjige, nailazimo na zanimljiv podatak o urođenicima s južnog Kavkaza:
Barbari prepričavaju legende o toj planini (Mikal), a odjeke tih legendi nalazimo u djelima grčkih pjesnika. Kažu da je ondje Prometej, zbog svoje ljubavi prema ljudima, bio okovan te da Heraklo nije mogao podnijeti da se s njime tako okrutno postupa, pa je ubio pticu koja se hranila Prometejevim iznutricama. Drugi pripovijedaju da je Prometej bio okovan u špilji, koja se i danas može vidjeti na jednom obronku, Damis kaže da njegovi okovi još uvijek vise na stijeni, iako se ne može sa sigurnošću reći od kojeg su materijala bili načinjeni. Neki kažu da je bio okovan na vrhu planine, a planina ima dva vrhunca, te da mu je svaka ruka bila prikovana za jedan vrh, iako ih dijeli čitav stadij (oko 2 km). Toliko je golem bio Prometej. No, stanovnici Kavkaza orlove smatraju neprijateljima te vatrenim strijelama pale gnijezda koja oni svijaju među stijenama i postavljaju im zamke, izjavljujući kako time osvećuju Prometeja; u tolikoj mjeri njihovom maštom gospodari taj mit.
Prometej je, dakle, bio razapet između dva planinska vrhunca. Taj podatak upućuje na optičku napravu koja je služila za ispitivanje područja između dva planinska vrha. Prometejeva je cijev predstavljala dio teleskopa koji bismo danas nazvali teodolit - temeljni instrument za geodetska mjerenja. Nemoguće je postići točnost u geodetskom mjerenju bez neke optičke naprave. Njezin teleskopski dio može biti posve jednostavan, te nije nužno da optički dio naprave bude visoko sofisticiran. Drevnim je narodima mogao prilično dobro poslužiti i jednostavan teleskop. Što se okova tiče, valja imati na umu da su zbog jakih vjetrova koji pušu na vrhovima planina drevni geodeti morali na neki način pričvrstiti svoje instrumente, kako bi osigurali preciznost svojih mjerenja. Stoga je "Prometej" morao biti okovan. Snažan odraz svjetlosti na zrcalu možda se odnosio na svjetlosni znak odaslan pomoću zrcala smještenog najednom vrhu, koji je kroz teleskopsku cijev promatrala skupina ljudi na drugom vrhu. U drevno doba razina se utvrđivala pomoću utega i klatna, metode koja je, za razliku od libele, iskorištavala gravitacijsku silu na posve drukčiji način. Njegovo ime koje znači "predviđati" ili "gledati naprijed", upućuje na promatranja i ispitivanja drevnih geodeta.

## Usporednice u mitologijama

### Stvaranje čovjeka iz gline
- U babilonskom epu o stvaranju, Enuma Eliš, božica Ninhursag stvara ljude iz gline.
- U Knjizi postanka u Bibliji navodi se da je Bog stvorio Adama iz praha.
- U Africi, u Yoruba kulturi, bog Obatala stvorio je na sličan način ljude.
- U egipatskoj mitologiji ovnoglavi Hnum stvorio je ljude iz gline u vodama Nila.
- U kineskoj mitologiji božica Nüwa stvorila je prve ljude iz blata i gline.
- U majanskoj mitologiji Tepeu i Kukulkán stvorili su prve ljude iz gline, ali nisu bili zadovoljni.

### Krađa vatre
- Prema Rigvedi, junak Mātariśvan vratio je skrivenu vatru čovječanstvu.
- U čerokanskom mitu Baka Pauk koristila se svojom mrežom da se ušulja u zemlju svjetla, ukrade vatru skrivši je u glinenoj posudi.[1]
- U brojnim indijanskim plemenima sjeverozapadnog Pacifika, vatru je ukrao i dao ljudima Kojot, Dabar ili Pas.[2]
- Muskogee Indijanci vjeruju da je Zec ukrao vatru od Lasice.[3]
- U algonkinskim mitovima, Zec je ukrao vatru od starca i njegovih dviju kćeri[4]
- U Ojibwa mitu, zec Nanabozho ukrao je vatru i dao je ljudima.
- U polinezijskom mitu Māui je ukrao vatru od božice Mahuike.[5]

## Vanjske poveznice
- Eshil: Okovani Prometej
- Prometej u klasičnoj literaturi i umjetnosti (engl.)
- Prometej u grčkoj mitologiji (engl.)